# ムール貝

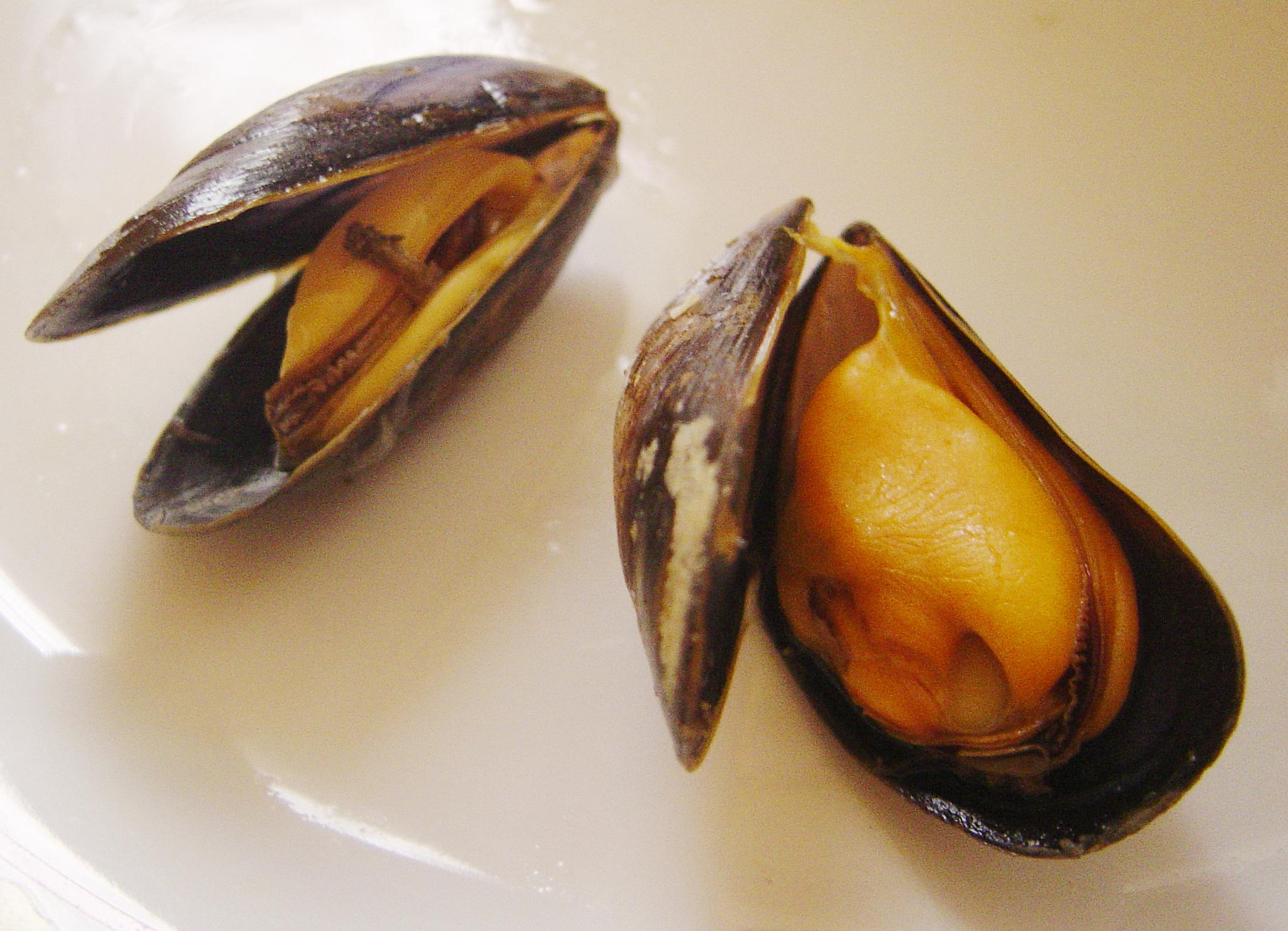
ムール貝

ムール貝（ムールがい、英: mussel）とは、海水域や淡水域に生息する二枚貝軟体動物の仲間の一般名である。これらのグループに共通しているのは、他の食用貝類が多かれ少なかれ丸みを帯びた楕円形であるのに対し、貝殻の輪郭が細長く、非対称であることである。ムール貝という言葉は、海洋生物であるイガイ科（Mytilidae）の二枚貝を指すことが多い。ムール貝の多くは、潮間帯の露出した海岸に生息し、強固な基質にヒゲのような足糸で付着している。いくつかの種（Bathymodiolus属）は、深海の尾根に付随する熱水噴出孔にコロニーを形成している。
ほとんどのムール貝の殻は、幅よりも長さの方が長く、くさび形または非対称である。貝殻の外側の色は濃紺、黒っぽい、または茶色のものが多く、内側は銀色でやや真珠光沢がある。
また、「ムール貝」という通称は、淡水真珠貝を含む多くの淡水二枚貝にも使われている。淡水産のムール貝（freshwater pearl mussels）は、湖、池、川、小川、運河などに生息しており、外見上は非常に表面的な類似点があるものの、二枚貝の別の綱に分類されている。
淡水産のカワホトトギスガイ（ゼブラガイ、zebra mussels）とその近縁種であるDreissenidaeは、形状が多くのイガイ科の種に似ており、岩などの硬い表面に付着して房を使って生活しているにもかかわらず、前述のグループとは関係がない。一般的に「アサリ」と呼ばれる二枚貝の多くを含む分類群である異歯亜綱（Heterodonta）に分類されている。